# Ophiophycis johni
Ophiophycis johni är en ormstjärneart som beskrevs av McKnight 2003. Ophiophycis johni ingår i släktet Ophiophycis och familjen fransormstjärnor. Inga underarter finns listade i Catalogue of Life.